# Тартиљија (Арецо)
Тартиљија је насеље у Италији у округу Арецо, региону Тоскана.
Према процени из 2011. у насељу је живело 26 становника. Насеље се налази на надморској висини од 594 м.